# Hans-Günter Sulimma
Hans-Günter Sulimma (* 22. Oktober 1933 in Hirschwalde, Ostpreußen; † 15. Dezember 2020 in Bonn-Bad Godesberg) war ein deutscher Diplomat.

## Leben
Von 1953 bis 1957 studierte er Rechtswissenschaft und Volkswirtschaft an der Albert-Ludwigs-Universität Freiburg. Im Jahre 1956 absolvierte er das erste juristische Staatsexamen. Später legte er das zweite juristische Staatsexamen ab. An der Harvard Law School, wo er von 1958 bis 1959 studierte, wurde er zum Master of Laws. 1961 wurde er zum Doktor der Rechtswissenschaft. Ab 1962 trat Sulimma in den diplomatischen Dienst ein.
Von 1964 bis 1971 war er, mit einer Unterbrechung von 1965 bis 1967, im Auswärtigen Amt in Bonn beschäftigt. In den Jahren 1965 bis 1967 war er Botschafter in Conakry (Guinea). Nach den Jahren in Bonn wechselte er in die Botschaft in Paris, ehe er ab 1973 wieder in das Auswärtige Amt in Bonn zurückwechselte. Von 1984 bis Juli 1993 war er Afrikabeauftragter im Auswärtigen Amt. Hans-Dietrich Genscher hatte ihn 1986 als Nachfolger für Carl Lahusen in Pretoria vorgesehen, aber Franz Josef Strauß und Mangosuthu Buthelezi setzten Immo Stabreit als Botschafter durch. In Ottawa (Kanada) war er Botschafter von 1993 bis 1998. Danach wurde er in den Ruhestand versetzt.
| Vorgänger          | Amt                                                             | Nachfolger              |
| ------------------ | --------------------------------------------------------------- | ----------------------- |
| Walter Haas        | Botschafter der Bundesrepublik Deutschland in Conakry 1965–1967 | Johann Christian Lankes |
| Wilhelm Haas       | Afrikabeauftragter des Auswärtigen Amtes 1983–1992              | Harald Ganns            |
| Richard Ellerkmann | Botschafter der Bundesrepublik Deutschland in Ottawa 1993–1998  | Jürgen Pöhlmann         |